# France aux Jeux olympiques d'été de 1948
L'équipe de France olympique participe aux Jeux olympiques d'été de 1948 à Londres. Elle y remporte vingt-neuf médailles : dix en or, six en argent et treize en bronze, se situant à la troisième place des nations au tableau des médailles. Le rameur Jean Séphériades est le porte-drapeau d'une délégation française comptant 285 sportifs (249 hommes et 36 femmes).

## Bilan général
| Place | Sport       | Médaille d'or, Jeux olympiques | Médaille d'argent, Jeux olympiques | Médaille de bronze, Jeux olympiques | Total |
| 1     | Escrime     | 3                              | 1                                  | 0                                   | 4     |
| 2     | Cyclisme    | 3                              | 0                                  | 2                                   | 5     |
| 3     | Athlétisme  | 2                              | 3                                  | 3                                   | 8     |
| 4     | Equitation  | 2                              | 1                                  | 1                                   | 4     |
| 5     | Basket-ball | 0                              | 1                                  | 0                                   | 1     |
| 6     | Canoë-Kayak | 0                              | 0                                  | 4                                   | 4     |
| 7     | Natation    | 0                              | 0                                  | 2                                   | 2     |
| 8     | Lutte       | 0                              | 0                                  | 1                                   | 1     |
| Total | Total       | 10                             | 6                                  | 13                                  | 29    |

## Liste des médaillés français

### Médailles d'or
| Sport               | Discipline                | Sportifs                                                                              | Performance |
| Médailles d'or : 10 |                           |                                                                                       |             |
| Athlétisme          | Poids (F)                 | Micheline Ostermeyer                                                                  | 13,75 m     |
| Athlétisme          | Disque (F)                | Micheline Ostermeyer                                                                  | 41,92 m     |
| Cyclisme            | Route (H)                 | José Beyaert                                                                          |             |
| Cyclisme sur piste  | km contre la montre (H)   | Jacques Dupont                                                                        |             |
| Cyclisme sur piste  | Poursuite par équipes (H) | Pierre Adam Serge Blusson Charles Coste Fernand Decanali                              |             |
| Équitation          | Concours complet          | Bernard Chevallier                                                                    |             |
| Équitation          | Dressage par équipes      | Maurice Buret André Jousseaume Jean Saint-Fort-Paillard                               |             |
| Escrime             | Fleuret (H)               | Jehan Buhan                                                                           |             |
| Escrime             | Fleuret par équipes (H)   | André Bonin René Bougnol Jehan Buhan Christian d'Oriola Jacques Lataste Adrien Rommel |             |
| Escrime             | Épée par équipes (H)      | Édouard Artigas Marcel Desprets Henri Guérin Maurice Huet Henri Lepage Michel Pécheux |             |

### Médailles d'argent
| Sport                  | Discipline           | Sportifs | Performance   |
| Médailles d'argent : 6 |                      | |               |
| Athlétisme             | 4 x 400 m (H)        | Robert Chef d’Hôtel Jean Kérébel François Schewetta Jacques Lunis | 3 min 14 s 8  |
| Athlétisme             | 10 000 m (H)         | Alain Mimoun | 30 min 47 s 4 |
| Athlétisme             | Décathlon (H)        | Ignace Heinrich | 6 974 points  |
| Basket-ball            | Équipe de France (H) | André Barrais Michel Bonnevie André Buffière René Chocat René Derency Maurice Desaymonet André Even Maurice Girardot Fernand Guillou Raymond Offner Jacques Perrier Yvan Quenin Lucien Rebuffic Pierre Thiolon |               |
| Équitation             | Dressage             | André Jousseaume |               |
| Escrime                | Fleuret (H)          | Christian d'Oriola |               |

### Médailles de bronze
| Sport                    | Discipline               | Sportifs                                                  | Performance  |
| Médailles de bronze : 13 |                          |                                                           |              |
| Athlétisme               | 800 m (H)                | Marcel Hansenne                                           | 1 min 49 s 8 |
| Athlétisme               | Saut en hauteur (F)      | Micheline Ostermeyer                                      | 1,61 m       |
| Athlétisme               | Disque (F)               | Jacqueline Mazéas                                         | 40,47 m      |
| Canoë-Kayak              | K1 1 000 m (H)           | Henri Eberhardt                                           |              |
| Canoë-Kayak              | C1 1 000 m (H)           | Robert Boutigny                                           |              |
| Canoë-Kayak              | C2 1 000 m (H)           | Georges Dransart Georges Gandil                           |              |
| Canoë-Kayak              | C2 10 000 m (H)          | Georges Dransart Georges Gandil                           |              |
| Cyclisme sur piste       | Tandem 2 000 m (H)       | René Faye Gaston Dron                                     |              |
| Cyclisme                 | Route par équipes (H)    | José Beyaert Jacques Dupont Alain Moineau                 |              |
| Équitation               | Saut d’obstacles         | Jean-François d'Orgeix                                    |              |
| Lutte                    | Libre - 56 kg (H)        | Charles Kouyos                                            |              |
| Natation                 | 100 m dos (H)            | Georges Vallerey                                          |              |
| Natation                 | 4 x 200 m nage libre (H) | Joseph Bernardo Henri Padou Jr. René Cornu Alexandre Jany |              |

## Engagés français par sport

### Athlétisme
| Hommes            | Hommes | Femmes           | Femmes |
| ----------------- | --- | ---------------- | --- |
| 100 m             | René Valmy : 1/4 de finale | 100 m            | Jeanine Moussier : séries |
| 200 m             | Julien Le Bas : 1/4 de finale Étienne Bally : séries                                                                          | 200 m            | Liliane Sprécher : séries Rosine Faugouin :1/2 finale                                                                                   |
| 400 m             | Jacques Lunis : 1/4 de finale Francis Schewetta : 1/4 de finale Raymond Crapet : séries                                       |                  | |
| 800 m             | Marcel Hansenne : médaille de bronze (1 min 49 s 9) · Robert Chef d’Hôtel : finale (7e place) · Gaston Mayordome : 1/2 finale |                  | |
| 1 500 m           | Marcel Hansenne : finale (11e place) Jean Vernier : séries Henri Klein : séries                                               |                  | |
| 5 000 m           | Maurice Pouzieux : séries Alain Mimoun : séries Jacques Vernier : séries                                                      |                  | |
| 10 000 m          | Ben Saïd Abdallah : finale (6e place) · Alain Mimoun : médaille d'argent (30 min 47 s 4) · André Paris : finale (23e place)   |                  | |
| Marathon          | Pierre Cousin : abandon René Josset : abandon Arsène Piesset : abandon                                                        |                  | |
| 10 km marche      | Émile Maggi : finale (6e place) Louis Courron : séries Louis Chevalier : séries                                               |                  | |
| 50 km marche      | Pierre Mazille : 7e Claude Hubert : 8e Henri Caron : 11e                                                                      |                  | |
|                   | | 80 m haies       | Yvette Monginou : finale (4e place) Jeanine Toulouse : 1/2 finale                                                                       |
| 110 m haies       | Hugues Frayer : 1/2 finale André-Jacques Marie : 1/2 finale Gilbert Omnès : séries                                            |                  | |
| 400 m haies       | Yves Cros : finale (5e place) Jean-Claude Arifon : 1/2 finale Jacques André : 1/2 finale                                      |                  | |
| 3 000 m steeple   | Alexandre Guyodo : finale (4e place) Roger Chesneau : finale (11e place) Raphaël Pujazon : finale (abandon)                   |                  | |
| 4 × 100 m         | Julien Le Bas, Marc Litaudon, Alain Porthault, René Valmy : séries                                                            | 4 × 100 m        | Rosine Faugouin, Jeanine Moussier, Liliane Sprécher, Jeanine Toulouse : séries                                                          |
| 4 × 400 m         | Jean Kerébel, Francis Schewetta, Robert Chef d’Hôtel, Jacques Lunis : médaille d'argent (3 min 14 s 8)                        |                  | |
| Saut en hauteur   | Georges Damitio : finale (5e place) Pierre Lacaze : finale (9e place) Claude Bénard : qualifications                          | Saut en hauteur  | Anne-Marie Colchen : finale (14e place) · Micheline Ostermeyer : médaille de bronze (1,61 m) · Simone Ruas : finale (9e place)          |
| Saut à la perche  | Victor Sillon : finale (9e place) Charles Bouvet : qualifications Georges Breitman : qualifications                           |                  | |
| Saut en longueur  | Georges Damitio : finale (6e place)                                                                                           | Saut en longueur | Yvonne Curtet : finale (8e place) Marguerite Martel : qualifications                                                                    |
| Triple saut       | Robert Bobin : qualifications Charles Épalle : qualifications                                                                 |                  | |
|                   | | Lancer du poids  | Paulette Veste : finale (4e place) · Micheline Ostermeyer : médaille d'or (13,75 m) · Paulette Laurent : finale (10e place)             |
|                   | | Lancer du disque | Jacqueline Mazéas : médaille de bronze (40,47 m) · Micheline Ostermeyer : médaille d'or (41,92 m) · Paulette Veste : finale (10e place) |
| Lancer du marteau | Pierre Legrain : qualifications                                                                                               |                  | |
| Lancer du javelot | Raymond Tissot : qualifications Pierre Sprecher : qualifications                                                              |                  | |
| Décathlon         | Ignace Heinrich : médaille d'argent (6 974 pts) · Pierre Sprecher : 14e · Jacques Crétaine : 22e                              |                  | |

### Aviron
- Jean-Pierre Souche
- Jean Séphériades
- Pierre Sauvestre
- Aristide Sartor
- Ampélio Sartor
- Paul Rothley
- Jean-Paul Pieddeloup
- Gérald Maquat
- Jacques Maillet
- René Lotti
- Robert Léon
- Roger Lebranchu
- Paul Heitz
- Christian Guilbert
- Pierre Fauveau
- Roger Crezen
- Pierre Clergerie
- Alphonse Bouton
- René Boucher
- Marcel Boigegrain
- Jean Bocahut
- Erik Aschehoug

### Basket-ball
- Pierre Thiolon
- Lucien Rebuffic
- Yvan Quenin
- Jacques Perrier
- Raymond Offner
- Fernand Guillou
- Maurice Girardot
- André Even
- Maurice Desaymonet
- René Derency
- René Chocat
- André Buffière
- Michel Bonnevie
- André Barrais

### Boxe
- Joseph Roude
- Pierre Hernandez
- Jean-Marie Grenot
- James Galli
- Aimé-Joseph Escudié
- Maxim Cochin
- Auguste Caulet
- Mohamed Ammi
- Léon Nowiasz

### Canoë-kayak
10 sportifs (9 hommes et 1 femme) français se qualifient pour les Jeux olympiques de 1948:
- Henri Eberhardt
- Robert Boutigny
- Georges Dransart
- Georges Gandil
- Claire Vautrin
- Raymond Richez
- Maurice Graffen
- René Flèche
- Fernand Donna
- Raymond Argentin

### Cyclisme
- Jacques Bellenger
- René Rouffeteau
- Alain Moineau
- René Faye
- Gaston Dron
- Fernand Decanali
- Charles Coste
- Serge Blusson
- Pierre Adam
- Jacques Dupont
- José Beyaert

### Équitation
- Max Fresson
- René Emanuelli
- Pierre de Maupeou d'Ableiges
- Jean d'Orgeix
- Jean Saint-Fort Paillard
- Bernard Chevallier
- Maurice Buret
- André Jousseaume

### Escrime
- Jean-François Tournon
- Jacques Parent
- Georges Lévècque
- Jean Levavasseur
- Jacques Lefèvre
- Maurice Gramain
- Françoise Gouny
- Renée Garilhe
- Adrien Rommel
- Michel Pécheux
- Henri Lepage
- Jacques Lataste
- Maurice Huet
- Henri Guérin
- Marcel Desprets
- René Bougnol
- André Bonin
- Édouard Artigas
- Christian d'Oriola
- Jéhan de Buhan
- Louisette Malherbaud

### Football
- André Strappe
- Gaston Rouxel
- Charles Rouelle
- Gabriel Robert
- René Persillon
- Jean Palluch
- Raymond Krug
- Joseph Heckel
- René Hebinger
- René Courbin
- Marcel Colau
- Bernard Bienvenu

### Gymnastique
- Jeanine Touchard-Vapaille, 10e du concours général par équipe
- Monique Yvinou
- André Weingand
- Jeanette Vogelbacher
- F. Vailee
- Auguste Sirot
- Antoine Schildwein
- Irène Pittelioen
- Christine Palau
- Michel Mathiot
- Lucien Masset
- Colette Hué
- G. Guibert
- Raymond Dot
- Marcel Dewolf
- Alphonse Anger

### Haltérophilie
- René Aleman, 11e dans la catégorie des moins de 67.5 kg
- Pierre Bouladou, 6e dans la catégorie des moins de 75 kg
- Eugène Wattier
- Marcel Thévenet
- André Le Guillerm
- Raymond Herbaux
- Max Heral
- Georges Firmin
- Jean Debuf

### Hockey sur gazon
- Andre Grenon Gardien de But
- Pierre Vandame
- Jacques Thieffry
- Jean Rouget
- Philippe Reynaud
- André Meyer
- Diran Manoukian
- Robert Lucas
- Michel Lacroix
- Jean Hauet
- Claude Hauet
- Jean-François Dubessay
- Guy Chevalier
- Jacques Butin
- Bernard Boone

### Lutte
- Antoine Merle
- Jean-Baptiste Leclerc
- Robert Landesmann
- Robert Jouaville
- Edmond Faure
- Albert Falaux
- René Chesneau
- André Brunaud
- Roland Baudric
- Jésus Arenzana
- Charles Kouyos

### Natation
- Lucien Zins
- Gisèle Vallerey
- Colette Thomas
- René Pirolley
- Artem Nakache
- Fernand Martinaux
- Maurice Lusien
- Ginette Jany-Sendral
- Marie Foucher-Creteau
- Jacqueline Bertrand
- Monique Berlioux
- Josette Arène
- Georges Vallerey
- Henri Padou
- Alex Jany
- René Cornu
- Jo Bernardo

### Pentathlon moderne
- Louis Pichon
- Christian Palant
- André Lacroix

### Plongeon
- Nicole Péllissard-Darrigrand
- Raymond Mulinghausen
- Mady Moreau
- Guy Hernandez
- Roger Heinkelé
- Jeannette Aubert

### Tir
- R. Stéphan
- Édouard Rouland
- Jacques Mazoyer
- S. Lesceux
- D. Hesse
- Lucien Genot
- R. Gauthier-Lafond
- Jean Fournier
- Charles des Jamonières
- R. Bouillet
- M. Bouchez
- Marcel Bonin

### Voile
- Jean Peytel
- Henri Perrissol
- Yves Lorion
- Jacques Baptiste Lebrun
- François Laverne
- Robert Lacarrière
- Jean-Jacques Herbulot
- Jean Frain de la Gaulayrie
- Claude Desouches
- Marcel de Kerviler
- Philippe Chancerel
- Jean Castel
- Albert Cadot

### Water-polo
- Jacques Viaene
- Marcel Spilliaert
- René Massol
- Maurice Lefèbvre
- Roger Le Bras
- Robert Himgi
- Marco Diener
- Roger Dewasch
- François Débonnet
- Jacques Berthe
- Émile Bermyn